# Polypterus faraou
Polypterus faraou is een uitgestorven straalvinnige vissensoort uit de familie van de kwastsnoeken (Polypteridae) uit het Laat-Mioceen.

## Kenmerken
Deze vis had een primitieve lichaamsvorm en een primitieve vorm van de opening van de laterale lijn op de schalen, vergelijkbaar met die van drie levende soorten (P. bichir, P. endlicheri en P. ansorgii).

## Vondsten
Het fossiel werd gevonden in een gebied dat bekendstaat als Toros-Menalla in het westen van Djourab in Tsjaad.